# غيردية أريزونية
غيردية أريزونية (الاسم العلمي: Gaillardia arizonica) هو نوع من النباتات يتبع جنس الغيردية من الفصيلة النجمية.